# Opius penetrator
Opius penetrator är en stekelart som beskrevs av Fischer 1966. Opius penetrator ingår i släktet Opius och familjen bracksteklar. Inga underarter finns listade i Catalogue of Life.